# Daia (gmina w okręgu Giurgiu)
Daia – gmina w Rumunii, w okręgu Giurgiu. Obejmuje miejscowości Daia i Plopșoru. W 2011 roku liczyła 2851 mieszkańców. 